# Zespół młyna wodnego w Talarze
Zespół młyna wodnego w Talarze – zespół budynków młyńskich wybudowanych w XIX w. nad Grabią w Talarze (dawniej w Ldzaniu), w powiecie pabianickim, wpisanych do rejestru zabytków nieruchomych województwa łódzkiego. W skład zespołu młyna wodnego wchodzą dwa młyny wodne (duży i mały tzw. młynek) wraz z dwiema turbinowniami oraz dzieląca je śluza wodna.

## Historia miejsca
Według niepewnej tradycji lokalnej miejscowość nad Grabią w okolicach obecnie istniejących młynów nazywana było przez miejscową ludność Harmernią z uwagi na działającą tam kuźnicę wodną. Po likwidacji kuźnicy miał powstać w tym miejscu młyn wodny, który spłonął w pożarze (być może w okresie powstania styczniowego). 

## Obecne młyny

### Historia

#### Młyn mały (północny)
Mniejszy z młynów usytuowany po północnej stronie młynówki tzw. młynek-kaszarnia został wybudowany prawdopodobnie w miejscu po spalonym młynie. Został częściowo zniszczony przez pożar w ostatnich latach XIX w. lub pierwszych latach XX w., a następnie odbudowany. Początkowo był to budynek parterowy, kryty słomą, a następnie gontem. W kolejnych latach ulegał przebudowom, na skutek których stał się budynkiem jednopiętrowym z dachem dwuspadowym. Początkowo był poruszany kołem wodnym podsiębiernym wyposażony w kamienie młyńskie. Przed I wojną światową zainstalowano w nim turbinę wodną i 2 pary walców. Posiadał również perlak i jagielnik. Był młynem typu gospodarczego pracującym na potrzeby okolicznych mieszkańców. Jego moc przemiałowa w okresie międzywojennym była szacowana na 4 t zboża na dobę. W okresie II wojny światowej pracował pod zarządem niemieckim. W 1949 r. został upaństwowiony i odtąd produkcja w nim była ograniczana. W kolejnych latach przerabiano w nim jedynie śrutę, a od 1965 r. był nieczynny i pełnił funkcję magazynu na potrzeby sąsiedniego (dużego) młyna.

#### Młyn duży (południowy)
Większy z młynów usytuowany po południowej stronie młynówki został wybudowany pod koniec XIX w. w sąsiedztwie istniejącego młyna gospodarczego. Pełnił funkcję młyna handlowego i produkował mąkę na potrzeby zakładów w Łodzi, Pabianicach, Łasku i Zduńskiej Woli. Początkowo był poruszany kołem wodnym podsiębiernym, które zostało zastąpione turbiną wodną przed I wojną światową. Był wyposażony w 2 pary walców i nowoczesne urządzenia czyszczące. Jego moc przemiałowa w okresie międzywojennym była szacowana na 5-6 t zboża na dobę. W okresie II wojny światowej pracował pod zarządem niemieckim. W 1949 r. został upaństwowiony. W latach 70. XX wieku był czynny jako młyn wodno-elektryczny i działał pod zarządem Gromadzkiej Rady Narodowej w Dobroniu. Był czynny do 1995 r.. 

### Współczesność
W 2001 r. stan obiektów został określony jako zły. W 2008 r. właścicielem obiektów został Jan Radgowski, artysta plastyk i konserwator zabytków, który podjął działania na rzecz renowacji obiektów. W sąsiedztwie młynów utworzono obiekt gastronomiczny pod nazwą „Osada Dwa Młyny”. W 2024 r. w dużym młynie otwarto Muzeum im. Jana Radgowskiego w Osadzie Dwa Młyny, w którym prezentowane są eksponaty z zakresu historii młynarstwa.
Młyny są wymieniane jako atrakcja turystyczna. W sąsiedztwie młynów przebiegają szlaki turystyczne: Szlak „Osady Braci Czeskich”, szlak Pabianice-Łask (zielony), szlak Dobroń-Talar (żółty) oraz rowerowy Szlak osad młyńskich i ekofarm nad Grabią (pętla środkowa).
Obiekty zespołu młyna wodnego w Talarze zostały wykorzystane podczas nagrań do serialu Komisarz Alex oraz filmu fabularnego pt. Lany poniedziałek (2024, reż. Justyna Mytnik).

## Galeria

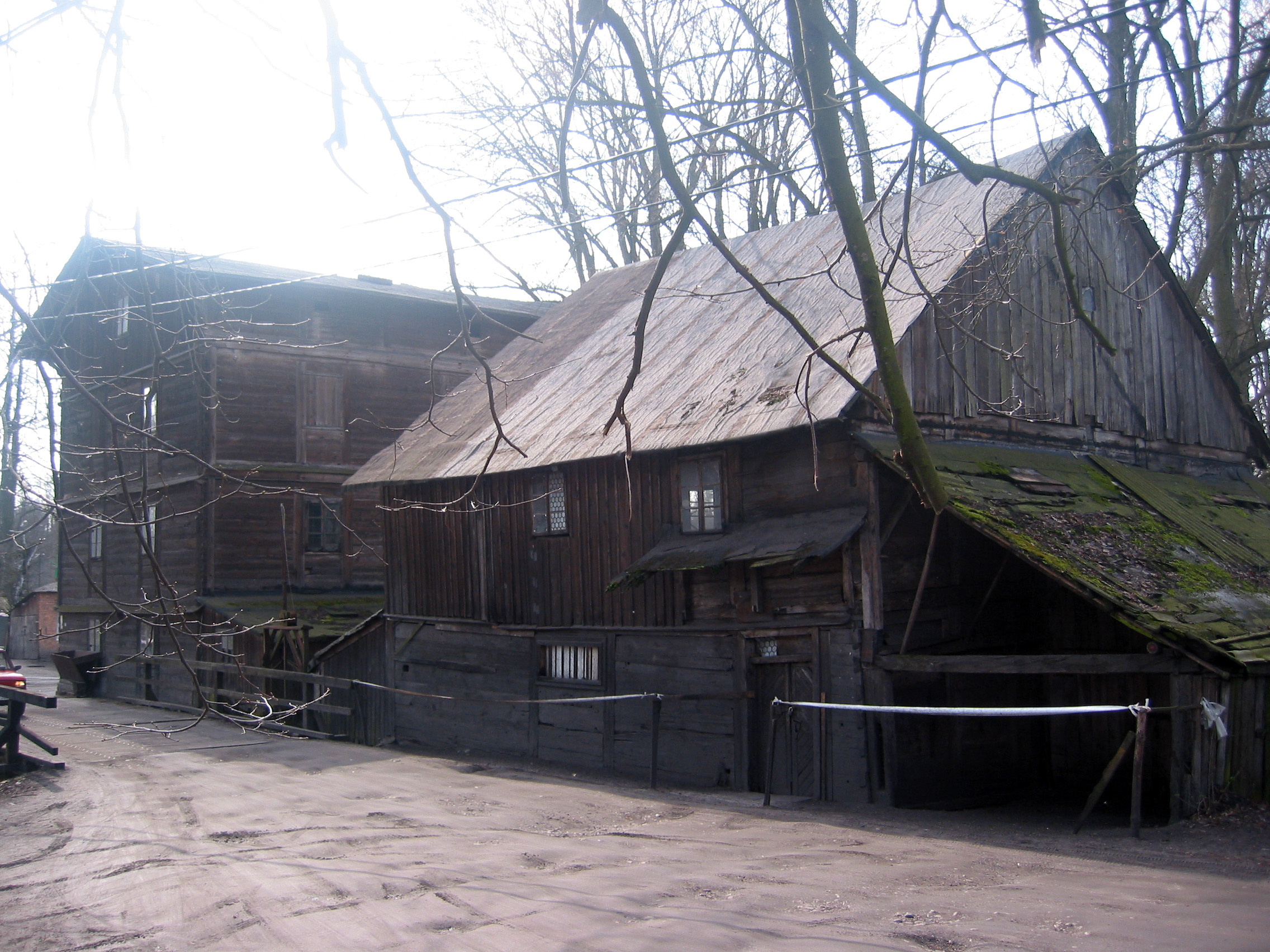
Oba młyny (2008)
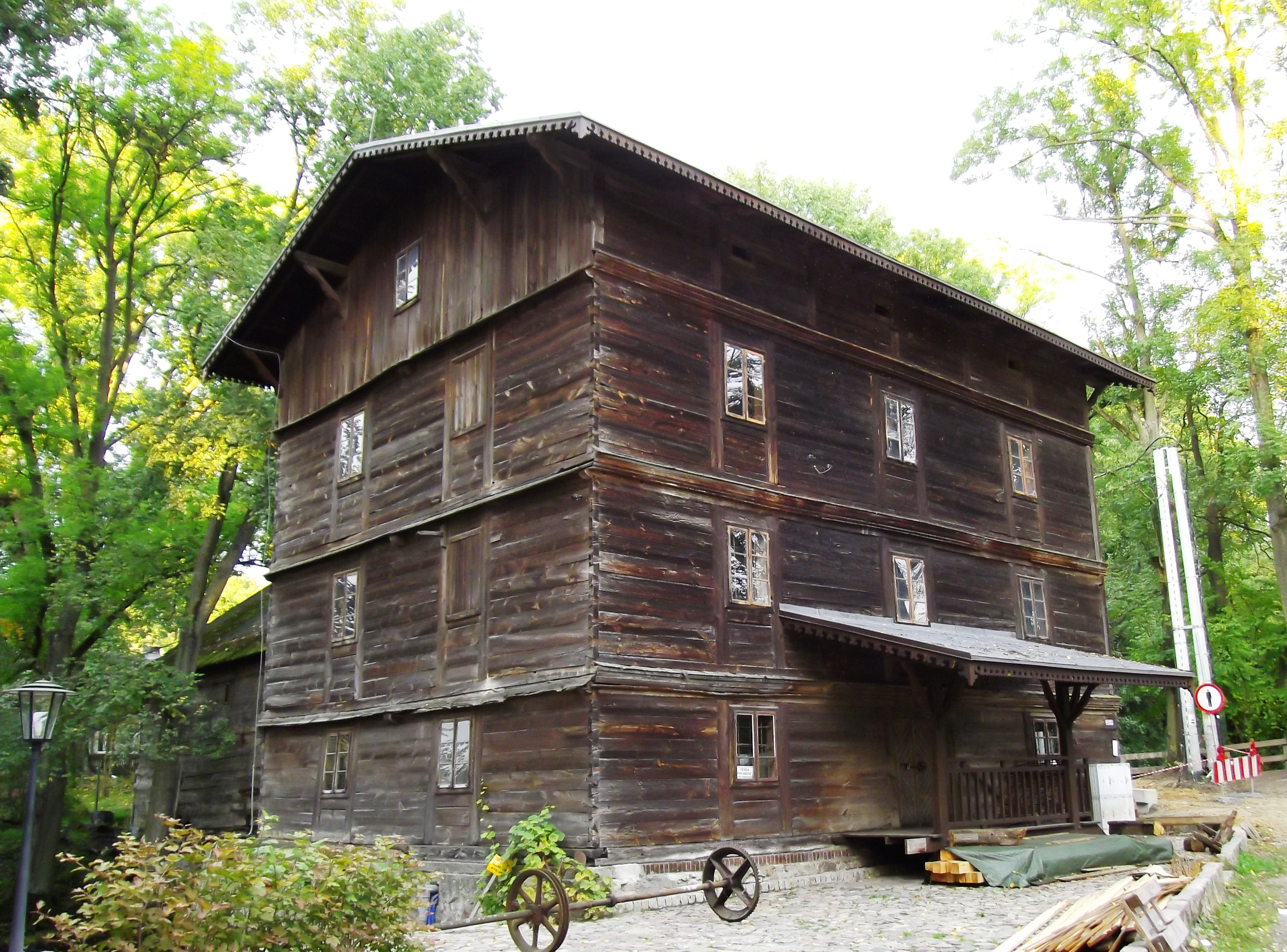
Młyn południowy (2013)
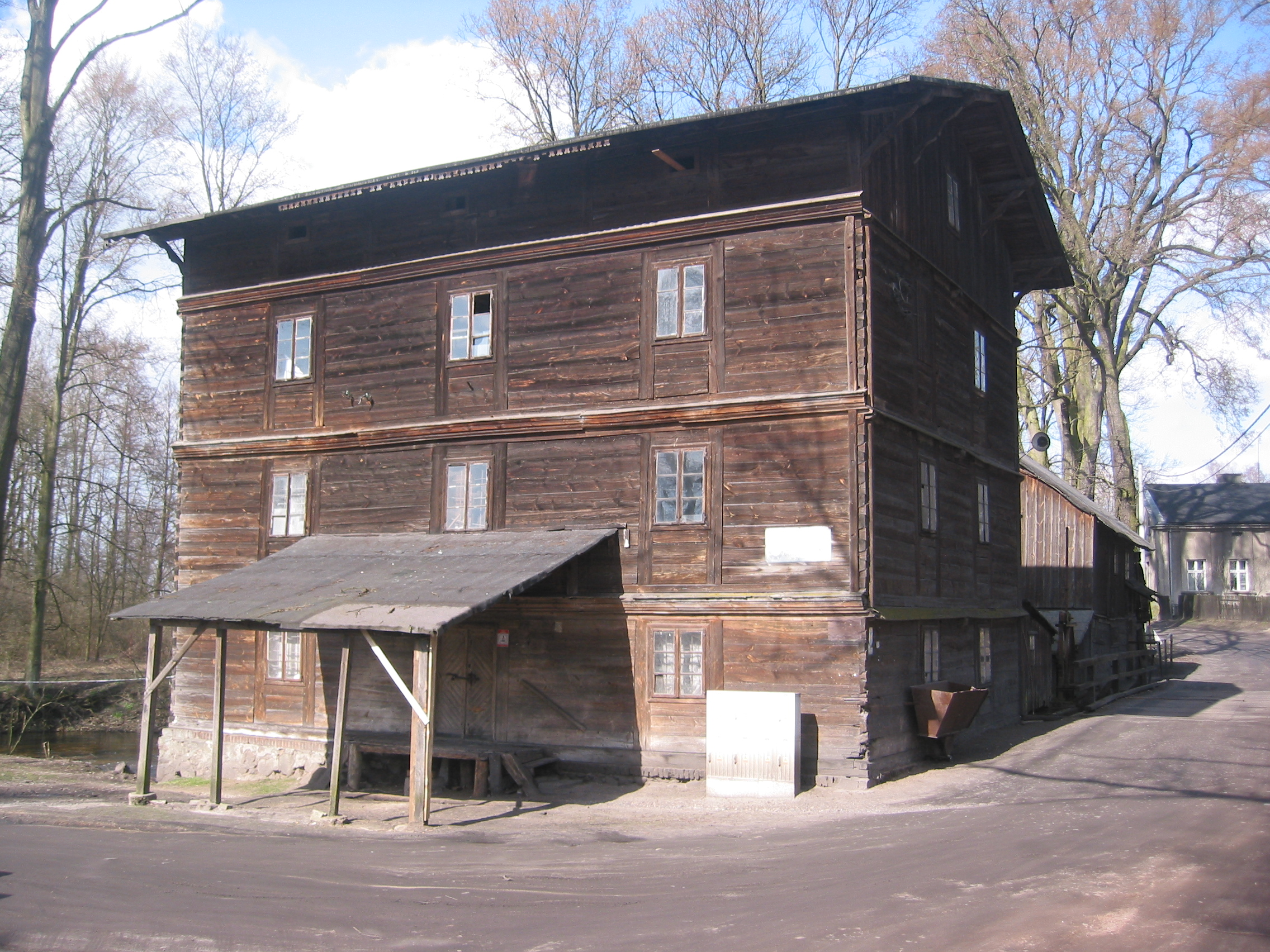
Młyn południowy (2008)
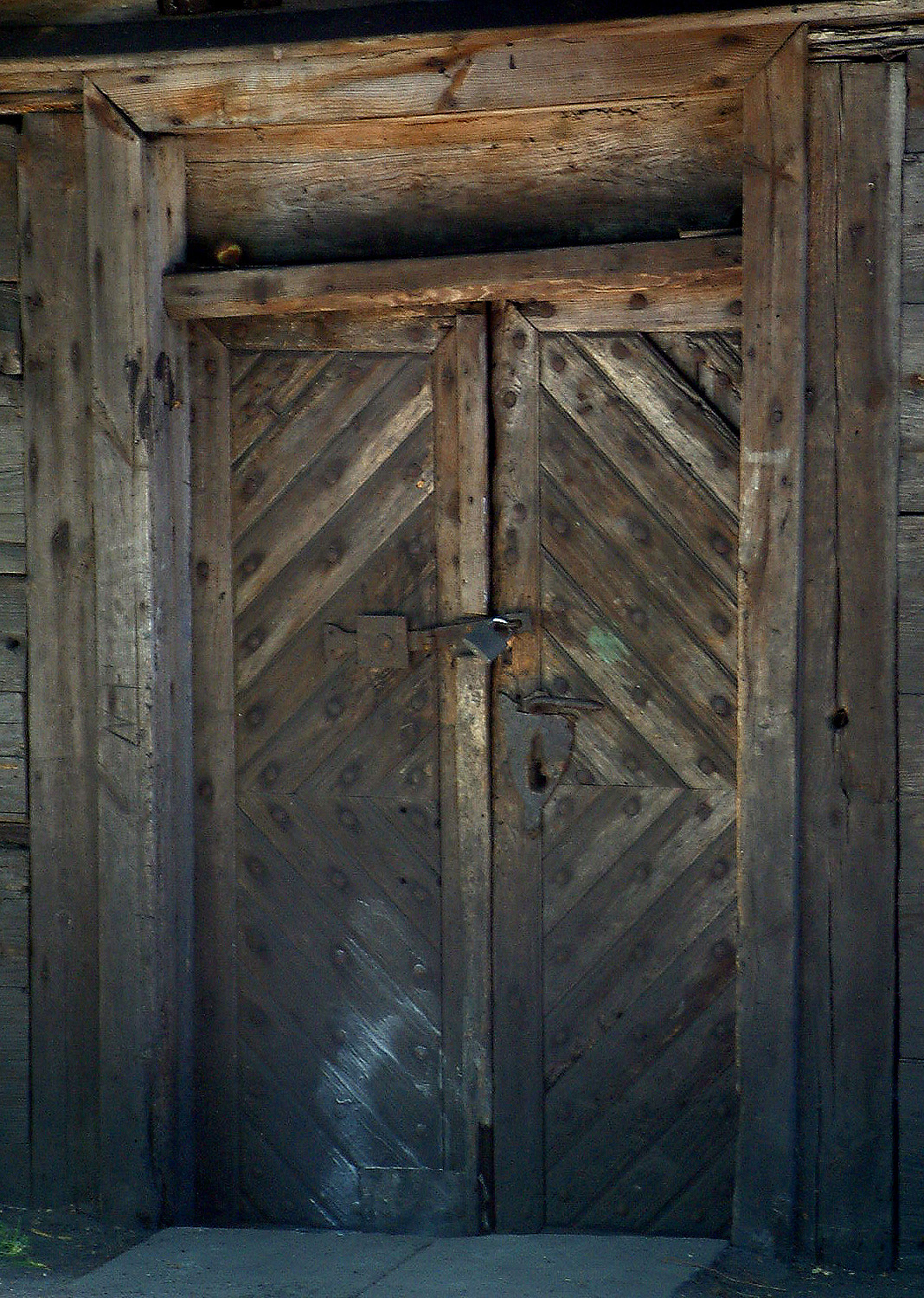
Drzwi do jednego z młynów (2003)
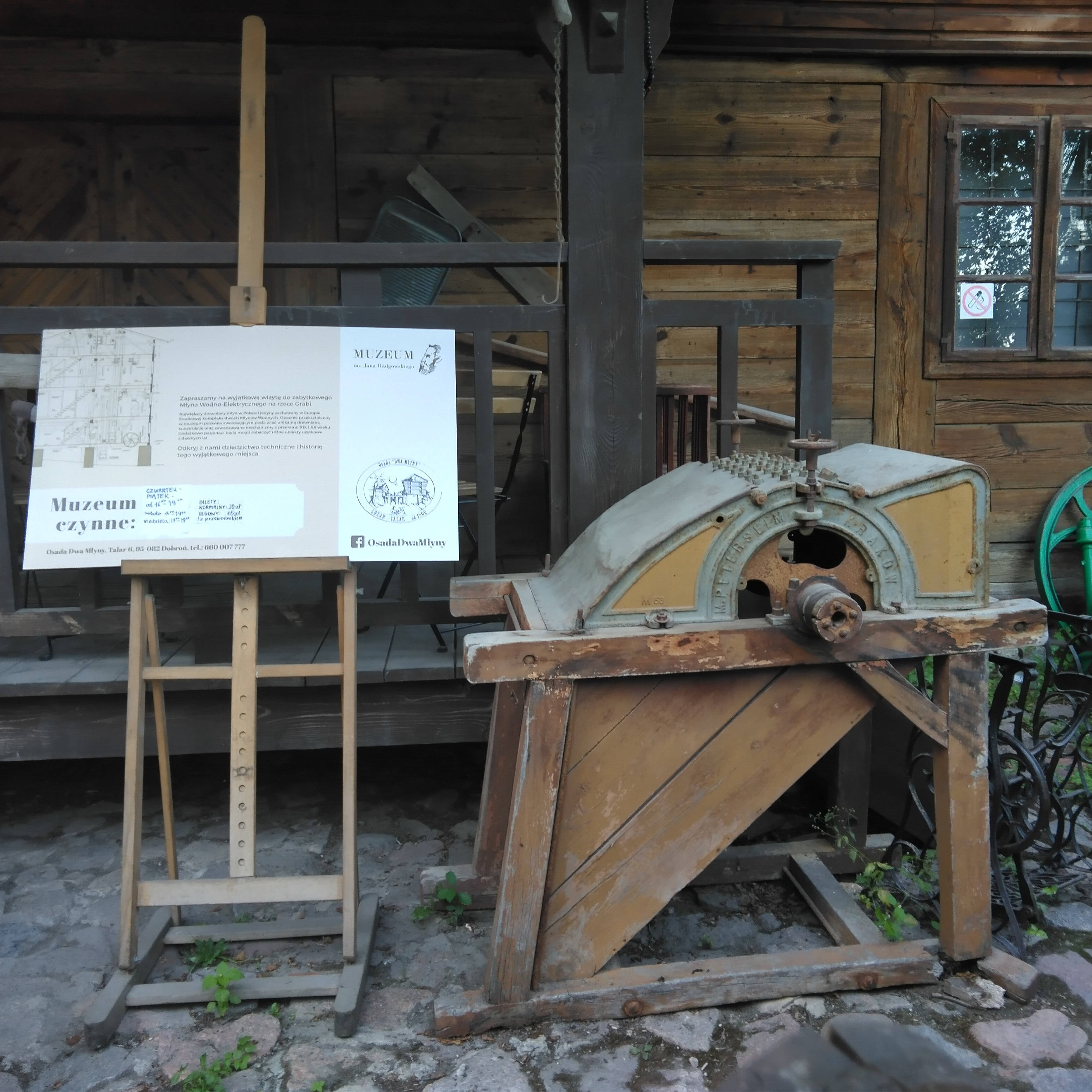
Fragment ekspozycji Muzeum im. Jana Radgowskiego w Osadzie Dwa Młyny w Talarze (2024)
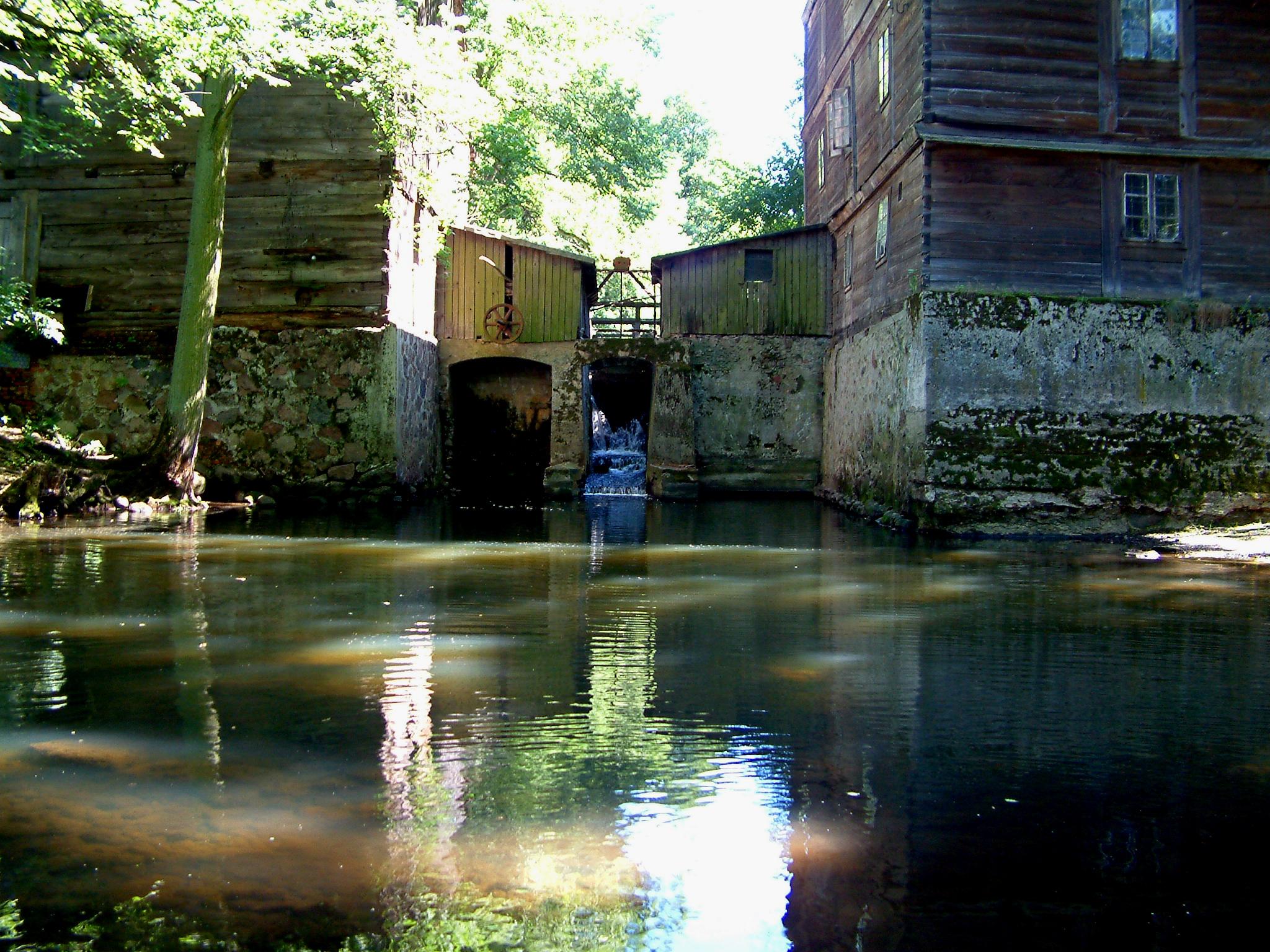
Śluza na Grabi (2003)